# Klasyka weimarska
Klasyka weimarska (niem. Weimarer Klassik) – epoka w literaturze niemieckiej, trwająca od powrotu Goethego z Włoch w 1786 roku do śmierci Schillera w 1805 roku. Obejmuje twórczość autorów zamieszkujących Weimar i tworzących pod mecenatem Księcia Karola Augusta: Goethego, Schillera, Wielanda i Herdera. Głównym gatunkiem literackim uprawianym przez tych autorów był dramat: klasyczny, zachowujący zasadę trzech jedności. Ich pisarstwo promowało ideały oświeceniowe i humanistyczne. Dominowały tematy historyczne i mitologiczne.

## Nazwa
Nazwa okresu stworzona w XIX wieku, w literaturoznawstwie europejskim określany jako romantyzm.